# NGC 1037
NGC 1037 ist ein Eintrag im New General Catalogue, der sich auf einen verlorenen oder nicht existierenden Himmelskörper bezieht. Dieses Objekt wurde am 29. September 1886 von Lewis Swift aufgenommen.
Es ist auch möglich, dass es bei NGC 1037 um die Galaxie IC 243 handelt, die vom französischen Astronomen Stéphane Javelle am 26. Januar 1892 beobachtet wurde.
Andere Datenbanken, wie SIMBAD verknüpfen das Objekt mit der Galaxie PGC 9973.
SDSS-Aufnahme von PGC 9973